# Auguste-Nicolas Vaillant
Pour les articles homonymes, voir Vaillant.
Auguste-Nicolas Vaillant (né le 2 juillet 1793 à Paris et mort dans la même ville le 1er novembre 1858) vice-amiral, marin français qui fut également ministre de la Marine.

## Biographie
Fils d'un ancien employé de la Liste civile, il entra au service comme novice sur la canonnière 282 à Brest en août 1808 et passa en mars 1809 sur l’Ulysse, toujours à Brest.
Aspirant de 2e classe en décembre 1810, sur la canonnière 182 en août 1811, puis sur la 192 en janvier 1812, il participe à des escortes de convois sur les côtes de Bretagne et de Normandie. Aspirant de 1re classe en mars 1813, il embarqua en juin sur l’Evertsen au Texel, il est nommé en août de la même année, commandant de l'aviso le Texel où il se fait remarquer par son énergie en réprimant une mutinerie de son équipage hollandais.
Revenu sur l'Evertsen en septembre, il participe aux combats de la fin de 1813 et du début de 1814 en Hollande et sur les côtes de Flandre (défense du fort de l'Ecluse). Rentré à Brest en juin 1814 sur le Génie. il fait campagne aux Antilles sur l’Hermione jusqu’en 1815, puis en Manche sur la Durance l’année suivante.
Un moment épuré pour bonapartisme, Vaillant est réintégré en février 1817 pour embarquer sur l’Espérance au Levant. Enseigne de vaisseau en juillet 1818, il passa en Guyane et au Brésil sur le Lézard en avril 1819. Aide de camp du gouverneur Pierre Bernard Milius en Guyane en 1822, il est chargé de la reconnaissance géographique préliminaire à l'établissement de colonisation de la Mana et lève une carte de la vallée du Maroni.
Commandant la place de Cayenne en mars 1823, il sert sur la Bretonne et sur la Vénus aux Antilles. Lieutenant de vaisseau en août 1824, il embarque sur l’Amazone aux Antilles puis commande l’Estafette au Levant et dirige une expédition punitive contre les pirates d'Andros. Sur l’Iphigénie en août 1828, il prend une part active à l'expédition de Morée et devint en novembre chef d'état-major de l'amiral de Rigny sur le Conquérant après la bataille de Navarin.
Capitaine de frégate en mars 1831, Vaillant prend alors le commandement de l’Actéon au Levant et protège activement le commerce et les agents consulaires français dans ces régions très troublées par la guerre et la piraterie. En juillet 1833, il devient aide de camp de Rigny, ministre de la Marine, et conserve ces fonctions auprès des amiraux Jacob et Duperré.
Méritant, en mars 1834, un témoignage de satisfaction pour avoir apporté des améliorations aux dispositions des mâtures, il est nommé au commandement de la Bonite avec laquelle il entreprend un voyage autour du monde dont les buts étaient à la fois scientifiques, politiques et commerciaux. C’est la protection des baleiniers français qui est la mission principale de ce tour du monde. Parti de Toulon en février 1835, il rentra à Brest en novembre 1837 après avoir visité le Brésil, la Plata, le Chili, le Pérou, les îles Hawaii, les Philippines, la Chine, l’Annam, la Cochinchine, la Malaisie, les Indes, La Réunion, Le Cap et Sainte-Hélène. Il en rapporte de très importants renseignements politiques et commerciaux, qui lui valent les remerciements du ministère des Affaires étrangères, et une masse d'observations scientifiques qui est publiée en dix volumes avec la collaboration des savants membres de l'expédition (Gaudichaud, Darondeau, Eydoux). Promu Capitaine de vaisseau en mai 1838, Vaillant commande l’année suivante la Cornaline et le fort de Saint-Jean d'Ulloa au Mexique. Commandant l'Atalante à la station du Brésil et de la Plata, chef d'état-major de l'amiral Dupotet, il commande un moment à Montevideo, entre en conflit avec son chef et rentra en France pour prendre en 1841 le commandement du Santi Pierri à la station du Levant.
Membre adjoint du Conseil des travaux en avril 1845, préfet maritime de Rochefort en avril 1848, membre du Conseil d'amirauté en juillet, contre-amiral en mai 1849, il est nommé en août commandant en second de l'escadre d'évolutions avec pavillon sur le Jemmapes. Ministre de la Marine de janvier à avril 1851, il est nommé en avril gouverneur général des Antilles et commandant en chef de la division des Antilles et du Mexique. En septembre suivant, ses attributions administratives furent limitées à la Martinique. Revenu en France sur la Sybille en août 1853, membre titulaire du Conseil d'amirauté, il est promu vice-amiral en août 1854 et sollicite vainement un embarquement pour participer aux opérations de Crimée.
Vaillant quitte le service actif en juillet 1858 et meurt à Paris le 1er novembre suivant. Il est inhumé au cimetière du Père-Lachaise (39e division).